# Svedjetjärnen, Hälsingland
Svedjetjärnen är en sjö i Nordanstigs kommun i Hälsingland och ingår i Harmångersåns huvudavrinningsområde.